# TOKYO MX NEWS 高校野球ハイライト
『TOKYO MX NEWS 高校野球ハイライト』（トウキョウエムエックスニュース こうこうやきゅうハイライト）は、東京メトロポリタンテレビジョン（TOKYO MX）で毎年7月の全国高等学校野球選手権東東京大会・西東京大会期間中に放送されていたスポーツニュース番組である。

## 概要
期間中に行われた試合を2015年の第97回大会より放送を開始した。
2017年から2019年は番組自体の放送は無く、試合の結果は夕方版の『TOKYO MX NEWS』にて扱われ、2021年は、定時ニュースの番組名が『MX news FLAG』に変わったため、試合の結果は『news TOKYO FLAG』『news FLAG サタデー・サンデー』にて扱っているため、2020年の放送をもって事実上終了した。

## 放送時間
2015年
| 日付    | 放送時間      | 放送時間      |
| 日付    | MX1           | MX2           |
| ------- | ------------- | ------------- |
| 7月4日  | 20:55 - 21:00 | （放送なし）  |
| 7月5日  | 20:55 - 21:00 | （放送なし）  |
| 7月10日 | 20:55 - 21:00 | （放送なし）  |
| 7月11日 | 21:55 - 22:00 | （放送なし）  |
| 7月12日 | 20:55 - 21:00 | （放送なし）  |
| 7月13日 | 20:55 - 21:00 | （放送なし）  |
| 7月14日 | 20:55 - 21:00 | （放送なし）  |
| 7月15日 | （放送なし）  | 20:55 - 21:00 |
| 7月16日 | 20:55 - 21:00 | （放送なし）  |
| 7月17日 | 20:55 - 21:00 | （放送なし）  |
| 7月18日 | 20:55 - 21:00 | （放送なし）  |
| 7月19日 | （放送なし）  | 20:55 - 21:00 |
| 7月20日 | 21:55 - 22:00 | （放送なし）  |
| 7月21日 | 20:55 - 21:00 | （放送なし）  |
| 7月22日 | 20:55 - 21:00 | （放送なし）  |
| 7月23日 | 20:55 - 21:00 | （放送なし）  |
| 7月24日 | 20:55 - 21:00 | （放送なし）  |
| 7月25日 | 20:55 - 21:00 | （放送なし）  |
| 7月26日 | 20:55 - 21:00 | （放送なし）  |
| 7月27日 | 20:55 - 21:00 | （放送なし）  |

2016年
| 日付    | 放送時間      | 放送時間      |
| 日付    | MX1           | MX2           |
| ------- | ------------- | ------------- |
| 7月2日  | 20:55 - 21:00 | （放送なし）  |
| 7月3日  | 20:55 - 21:00 | （放送なし）  |
| 7月9日  | （放送なし）  | 20:55 - 21:00 |
| 7月11日 | 20:55 - 21:00 | （放送なし）  |
| 7月12日 | 20:55 - 21:00 | （放送なし）  |
| 7月13日 | 20:55 - 21:00 | （放送なし）  |
| 7月14日 | 20:55 - 21:00 | （放送なし）  |
| 7月15日 | 20:55 - 21:00 | （放送なし）  |
| 7月16日 | 20:55 - 21:00 | （放送なし）  |
| 7月17日 | （放送なし）  | 20:55 - 21:00 |
| 7月18日 | 20:55 - 21:00 | （放送なし）  |
| 7月19日 | （放送なし）  | 21:55 - 22:00 |
| 7月20日 | （放送なし）  | 20:55 - 21:00 |
| 7月21日 | 20:55 - 21:00 | （放送なし）  |
| 7月22日 | （放送なし）  | 20:55 - 21:00 |
| 7月23日 | （放送なし）  | 20:55 - 21:00 |
| 7月24日 | 20:55 - 21:00 | （放送なし）  |
| 7月25日 | 20:55 - 21:00 | （放送なし）  |
| 7月26日 | 20:55 - 21:00 | （放送なし）  |
| 7月27日 | 20:55 - 21:00 | （放送なし）  |
| 7月28日 | 20:55 - 21:00 | （放送なし）  |

2020年（MX1のみ）
| 日付    | 放送時間      |
| ------- | ------------- |
| 7月13日 | 20:56 - 21:00 |
| 7月14日 | 20:56 - 21:00 |
| 7月15日 | 20:56 - 21:00 |
| 7月16日 | 20:56 - 21:00 |
| 7月17日 | 20:56 - 21:00 |
| 7月20日 | 20:56 - 21:00 |
| 7月21日 | 20:56 - 21:00 |
| 7月22日 | 20:56 - 21:00 |
| 7月23日 | 20:56 - 21:00 |
| 7月24日 | 20:56 - 21:00 |
| 7月27日 | 20:56 - 21:00 |
| 7月28日 | 20:56 - 21:00 |
| 7月29日 | 20:56 - 21:00 |
| 7月30日 | 20:56 - 21:00 |
| 7月31日 | 20:56 - 21:00 |
| 8月3日  | 20:56 - 21:00 |
| 8月4日  | 20:56 - 21:00 |
| 8月5日  | 20:56 - 21:00 |
| 8月6日  | 20:56 - 21:00 |
| 8月8日  | 20:56 - 21:00 |
| 8月9日  | 20:56 - 21:00 |
| 8月10日 | 20:56 - 21:00 |

## 出演者
2015年・2016年は大学生キャスターが担当していたが、2020年はTOKYO MX報道局報道部所属のアナウンサー兼記者などが担当した。
2015年
- 森田美礼（共立女子大学、現・TOKYO MXアナウンサー兼記者）[1]

2016年
- 平川沙英（國學院大学、現・ボイスワークス所属・テレビ埼玉アナウンサー）[5]
- 平尾友里[5]

2020年
- 森田美礼（TOKYO MXアナウンサー兼記者） - 月〜木曜日
- 田中陽南（同上） - 月〜木曜日
- 藤本真未（TOKYO MX契約アナウンサー） - 金曜日
- 吉年愛梨（『TOKYO MX NEWS』週末・祝日キャスター） - 祝日

## テーマ曲
| 放送年 | テーマ曲                         |
| ------ | -------------------------------- |
| 2015年 | RISING 2 END「命題コントラスト」 |
| 2016年 | ベリーグッドマン「ライオン」     |
| 2020年 | NEWS「Endless Summer」           |